# 427
Évszázadok: 4. század – 5. század – 6. század
Évtizedek: 370-es évek – 380-as évek – 390-es évek – 400-as évek – 410-es évek – 420-as évek – 430-as évek – 440-es évek – 450-es évek – 460-as évek – 470-es évek
Évek: 422 – 423 – 424 – 425 –  426 – 427 – 428 – 429 – 430 – 431 – 432

## Események

### Nyugat- és Keletrómai Birodalom
- Flavius Hieriust és Flavius Ardaburiust (mindkettőt keleten) választják consulnak.
- A hunok megszállják Pannonia Prima provinciát (Nyugat-Dunántúl és Kelet-Ausztria). A Sirmium és Serbinum közötti Pannonia Secundát a Keletrómai Birodalom átveszi Ravennától (az annexiót III. Valentinianus császár csak tíz évvel később ismeri el).
- Ravennában Flavius Felix fővezér azzal vádolja meg Bonifatius észak-afrikai kormányzót, hogy saját birodalmat épít. Galla Placidia régens Ravennába rendeli Bonifatiust, aki ezt megtagadja, mire lázadónak nyilvánítják. Csapatokat küldenek Észak-Afrikába és ostrom alá veszik Karthágót, de a rómaiak és a hun zsoldosok egymás ellen fordulnak és kénytelenek feladni az ostromot. Ezután újabb sereget küldenek Sigisvultus vezetésével, aki megszállja Karthágót és Hippót.

### Szászánida Birodalom
- V. Bahrám király Mervnél legyőzi a Perzsiába betörő heftalitákat (fehér hunokat), megöli a királyukat és foglyul ejti a királyi családot.

### Korea
- Csangszu, Kogurjo királya Phjongjangba költözteti az állam fővárosát.
- Meghal Kuisin, Pekcse királya. Utódja fia, Piju (más források szerint Piju az előző király, Csondzsi törvénytelen fia volt).

## Születések
- Hsziao Tao-cseng, A Déli Csi állam alapítója

## Halálozások
- december 24. – I. Szisziniosz, konstantinápolyi pátriárka
- Kuisin, pekcsei király
- Tao Jüan-ming, kínai költő

## Fordítás
- Ez a szócikk részben vagy egészben  a(z)   427 című angol Wikipédia-szócikk ezen változatának fordításán alapul.  Az eredeti cikk szerkesztőit annak laptörténete sorolja fel. Ez a jelzés csupán a megfogalmazás eredetét és a szerzői jogokat jelzi, nem szolgál a cikkben szereplő információk forrásmegjelöléseként.